# جيري فرنسيس (لاعب كرة سلة)
جيري فرنسيس (18 ديسمبر 1979 - ) (بالإنجليزية: Jerry Holman)‏ هو لاعب كرة سلة أمريكي في مركز الوسط. شارك في بطولة أمم الأمريكتين لكرة السلة 2001. ولعب مع مينيسوتا غولدن غوفرز.

## وصلات خارجية
- جيري فرنسيس على موقع كرة السلة الأوروبية.كوم (الإنجليزية)
- جيري فرنسيس على موقع كلية كرة السلة في سبورتس رفرنس.كوم (الإنجليزية)
- جيري فرنسيس على موقع ريلجم (الإنجليزية)
- جيري فرنسيس على موقع بروبوليرز (الإنجليزية)